# Mórahalom
Mórahalom é uma cidade da Hungria, situada no condado de Csongrád-Csanád. Tem 83,14 km² de área e sua população em 2019 foi estimada em 6.145 habitantes.